# Eros (concept)
Eros (Oudgrieks: ἔρως) is een Grieks woord voor liefde. De god Eros is de verpersoonlijking van het concept eros. Erotiek is afgeleid van het woord eros.  

## Griekse filosofie
In de klassieke wereld werd eros als een soort waanzin of theia-manie ("waanzin van de goden") beschouwd. Deze vorm van eros was nauw verbonden met de mysteriecultus.
De filosoof Plato ontwikkelde een geïdealiseerde vorm van het concept eros. In zijn Symposium geven de aanwezigen bij het feestmaal verschillende beschrijvingen van eros en met name de door Socrates gegeven beschrijving van eros is invloedrijk geworden. Hij beschrijft eros als een universele kracht die alle dingen naar perfectie doet streven. Eros is niet een god, maar een daimon, een schepsel tussen goddelijkheid en sterfelijkheid. Eros als kracht is daarom noch zuiver menselijk, noch zuiver goddelijk.  Deze door Diotima van Mantinea geïnspireerde opvatting van eros heeft geleid tot de ontwikkeling van het concept platonische liefde. Plato stelt dat eros aanvankelijk voor een persoon gevoeld wordt. Maar door middel van contemplatie kan appreciatie van schoonheid in algemenere zin of in haar volmaakte vorm nagestreefd worden. Eros kan de ziel helpen om het volmaakt Schone te 'herinneren'. Op deze wijze kan eros toegang geven tot waarheid.

## Christendom
In het Nieuwe Testament en de Griekse vertaling van het Oude Testament komt het woord eros nauwelijks voor, maar wordt in de meeste gevallen het woord agape gebruikt voor het begrip liefde.
De Zweedse theoloog en bisschop Anders Nygren beargumenteerde in zijn boek  Eros en Agape dat eros een egocentrische soort liefde is. Als we liefhebben uit eros, dan hebben we lief uit eigenbelang en om het object van onze liefde te verwerven en te bezitten. Agape is daarentegen een soort liefde die zichzelf geeft en zichzelf opoffert. Agape is gebaseerd op Gods onvoorwaardelijke liefde voor alle schepselen. Nygren stelde daarom dat agape de enige echt christelijke vorm van liefde is, en dat eros ons van God afkeert. In de encycliek Deus Caritas Est legde paus Benedictus XVI daarentegen uit dat eros en agape beide inherent goed zijn, maar dat eros het gevaar loopt te worden gedegradeerd tot enkel seks wanneer het niet in balans wordt gebracht door een christelijk spiritueel element. De encycliek concludeert dat eros en agape geen twee verschillende soorten liefde zijn, maar dat liefde één werkelijkheid is en verschillende dimensies heeft.

## Psychologie
In de psychoanalyse gebruikt Sigmund Freud het begrip eros in de betekenis van levensdrift. Eros is hiermee tegengesteld aan thanatos, ofwel doodsdrift.